# Changan Automobile
Changan Automobile é uma empresa chinesa fabricante de carros. É uma empresa estatal, com sede em Chongqing. 
Entrou no mercado brasileiro em 2006, usando a marca Chana Motors e lançando uma linha de veículos comerciais leves. Em 2011, adotou o nome Changan também para suas operações no Brasil, onde é representada pela Districar, empresa ligada ao Grupo Tricos, de Portugal. Além disso, incluiu a sua linha de carros de passeio.

## Modelos vendidos no Brasil
- Alsvin
- Benni
- Benni Mini[3]
- MiniStar
- Star[4]

## Polêmica do Nome
O nome Chana tem um significado obsceno no Brasil. Em 2011, a marca mudou o nome para Changan. O motivo não foi informado, mas provavelmente foi por causa da piada com o nome Chana. 